# 蓋普眼中的世界
《蓋普眼中的世界》（英語：The World According to Garp），约翰·艾文的第四本小說，于1978年出版，是作者相當受到歡迎的著作。同名電影由羅賓·威廉斯主演。